# Casa consistorial de Málaga
La casa consistorial de Málaga, también conocida como la Casona del Parque, es un edificio del siglo XX donde se encuentra la sede del Ayuntamiento de Málaga. Se encuentra situado en el Paseo del Parque, espacio resultante de la ampliación del puerto a mediados del siglo XIX, y rodeado de los Jardines de Puerta Oscura y otros edificios emblemáticos de Málaga como el Banco de España, el Palacio de la Aduana o el Rectorado de la Universidad de Málaga (antiguo edificio de Correos). 
El edificio, de estilo neobarroco con detalles modernistas, es obra de los arquitectos Manuel Rivera Vera y Fernando Guerrero Strachan. El alcalde Ricardo Albert colocó la primera piedra el 31 de diciembre de 1911, finalizándose en 1919. El 11 de abril de ese año el Ayuntamiento tomó posesión del edificio. En el interior del edificio se destacan algunas estancias decoradas como el Salón de los Espejos y el Salón de Plenos.
Declarado Bien de Interés Cultural en 2010, la protección se extiende a los Jardines de Pedro Luis Alonso, proyectados por Fernando Guerrero-Strachan Rosado, y que actúan de cierre de la manzana y del proyecto racionalista llevado a cabo en la ciudad a mediados del siglo XIX.

## Historia
El Ayuntamiento de Málaga tuvo su primera sede en el Postigo de los Abades, situado detrás de la Catedral. En el siglo XVI fue trasladado a la plaza Mayor. También se ubicó temporalmente en la calle de la Compañía, en el Convento de San Agustín y en el Palacio de Zea-Salvatierra. En 1897, ante el crecimiento de la demanda administrativa en la ciudad, el consistorio barajó la idea de construir una nueva sede en la plaza de la Marina, pero finalmente se decidió por los terrenos ganados al mar con la reforma del puerto y la creación del Parque de Málaga como una extensión de la Alameda Principal.
En 1911 se convocó un concurso de proyectos para la nueva casa consistorial, que inicialmente también incluía nuevos edificios para la Audiencia Provincial y los juzgados de instrucción, que finalmente no se llevaron a cabo. Se presentaron dos proyectos: el de los arquitectos catalanes Domènech y Guardia y el de los malagueños Fernando Guerrero Strachan y Manuel Rivera Vera, que serían los ganadores.
Las obras comenzaron en diciembre de ese mismo año, aunque no fue hasta el 11 de abril de 1919 cuando el alcalde Manuel Romero Raggio inauguró oficialmente el inmueble. La obra tuvo un coste total de 1.519.602,35 pesetas. La casa consistorial fue el primer edificio del Paseo del Parque. Fue seguido por la Casa de Correos y Telégrafos en 1923, y el Banco de España, terminado en 1936.

## Descripción

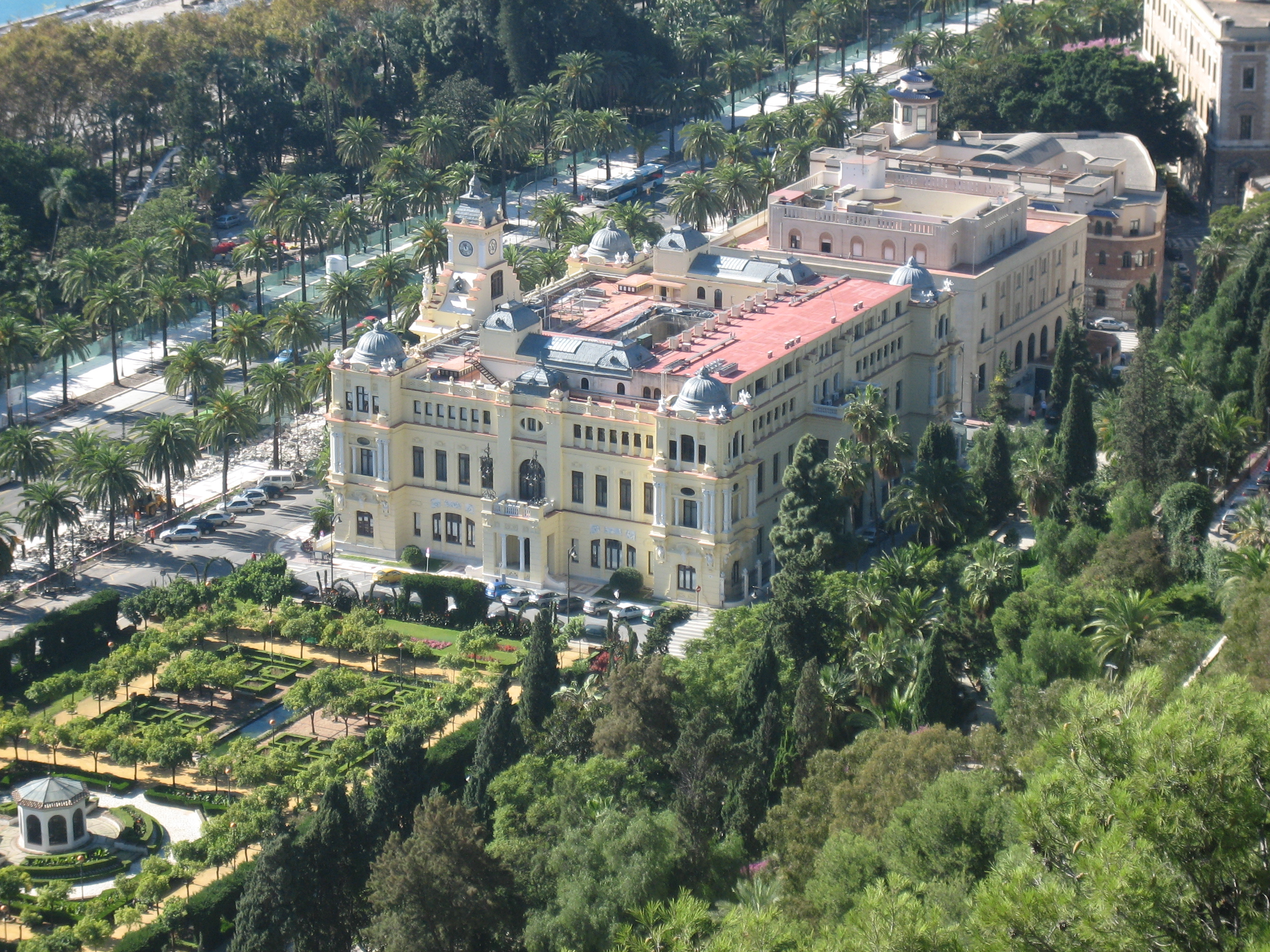
Vista desde Gibralfaro

El edificio de la Casa Consistorial de Málaga presenta una planta rectangular en cuyo centro se inscribe un patio porticado con pilares rectangulares y arcos de medio punto, alrededor del cual discurren galerías que funcionan como elementos de comunicación entre las distintas dependencias.
En volumen, el edificio consta de tres pisos separados por cornisas, elevados sobre un zócalo que salva el desnivel del terreno, y terminados en una azotea plana bordeada por pretil. Este se completa con cuatro cuerpos cuadrados, dispuestos a modo de torres en cada una de las esquinas, y cubiertos por bóvedas revestidas con escamas de láminas de zinc.

### Fachadas

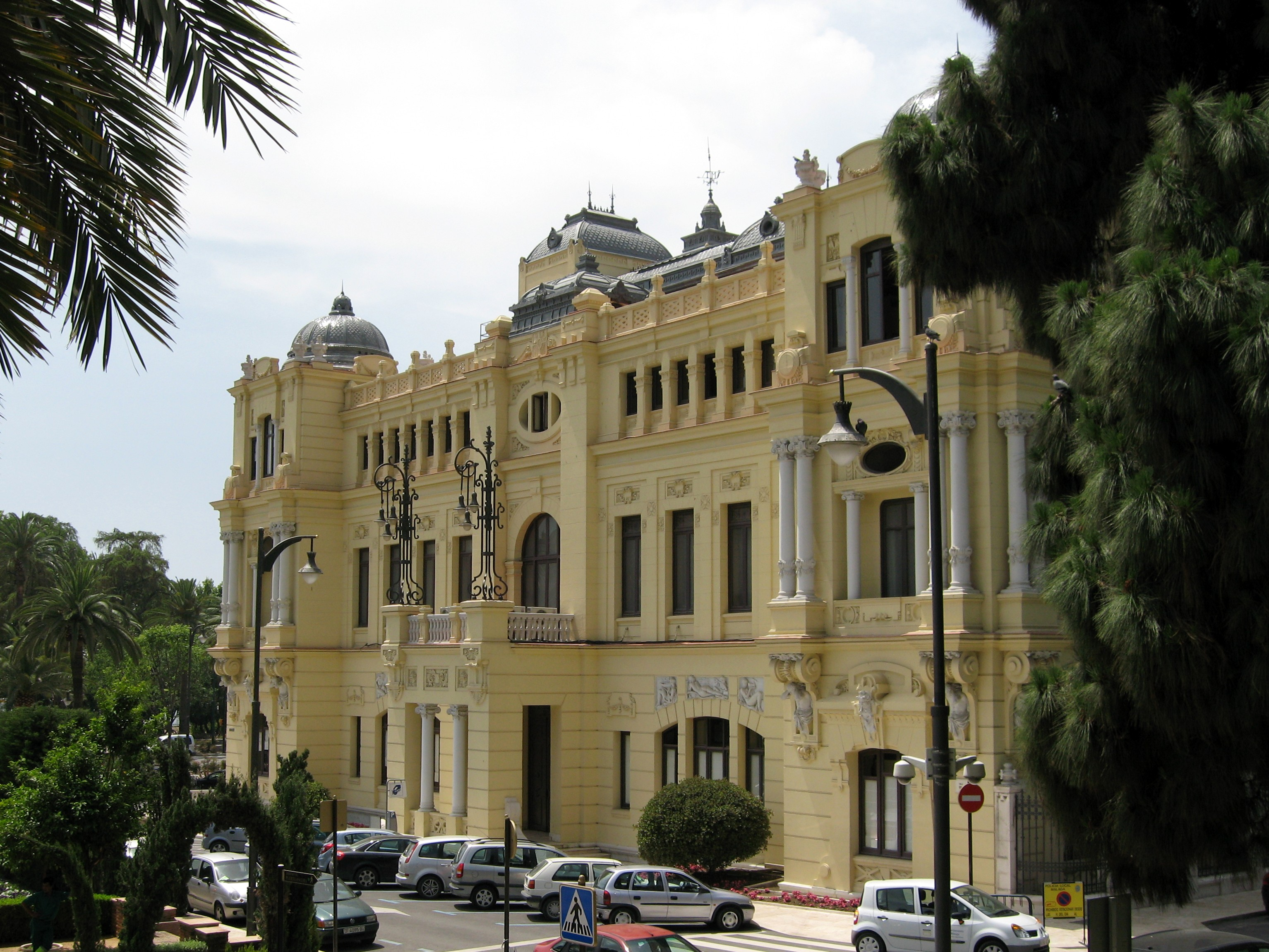
Fachada lateral.

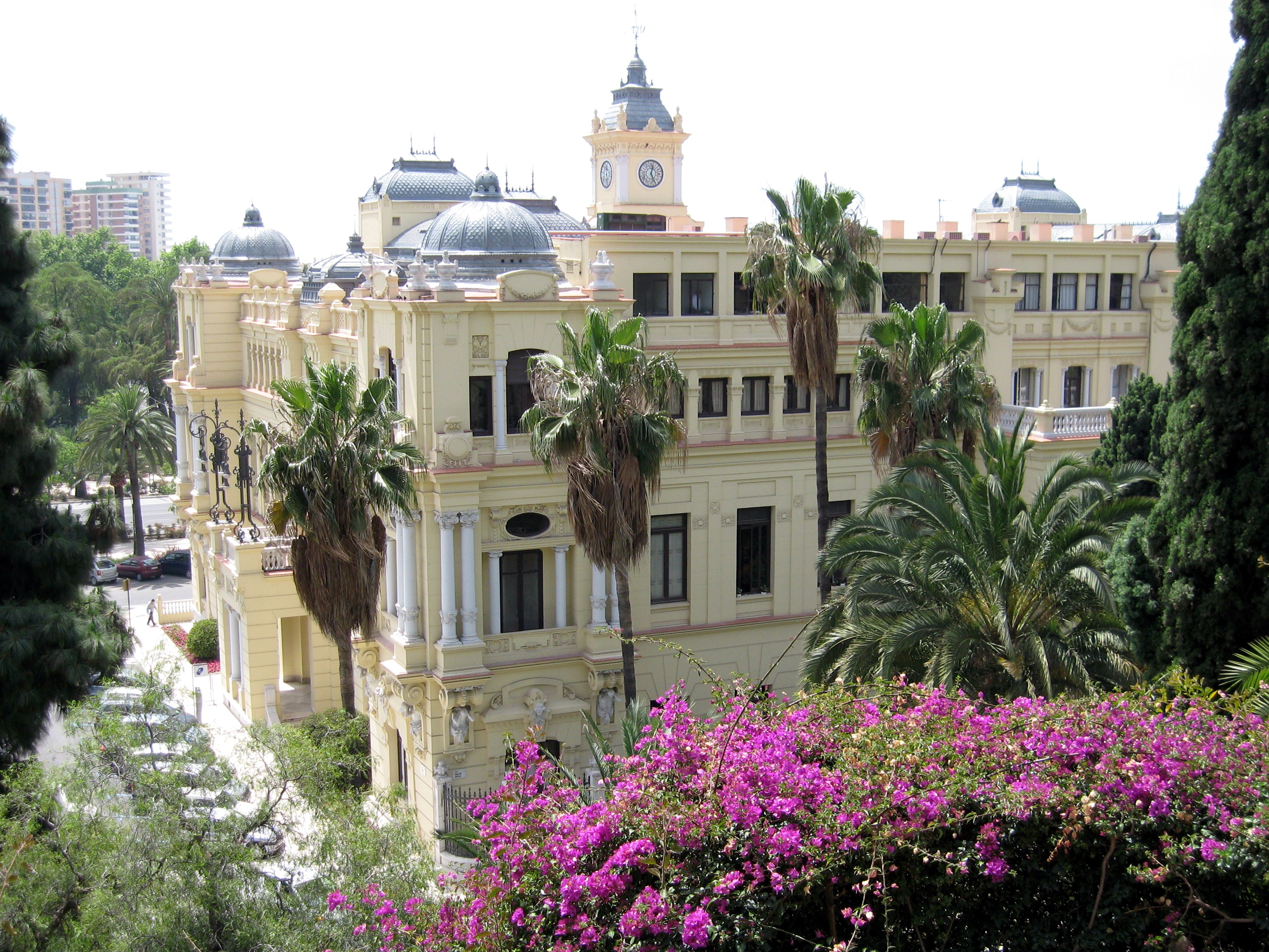
Vista trasera.

Las cuatro fachadas del edificio, abiertas por numerosos vanos de distintos formatos que aumentan en número a la vez que decrecen en tamaño hacia las plantas superiores, aportan al edificio un aspecto dinámico y en continuo movimiento, a consecuencia de los avances y retrocesos de las torres, y de cada uno de los pórticos de acceso.
La fachada principal, con acceso desde la avenida de Cervantes, consta de tres pisos: el primero, elevado sobre un podio con triple escalinata, se compone de un arco rebajado flanqueado por columnas corintias, recordando las antiguas puertas de la ciudad, y a través del cual se accede a la puerta principal del edificio; en el segundo piso se abre un gran balcón siguiendo el esquema de templo clásico, con columnas jónicas pareadas y coronadas por un frontón triangular en cuyo tímpano se ubica un altorrelieve, obra de Francisco Palma García, que representa a una matrona, símbolo de la ciudad, rodeada de figuras que alegorizan las principales actividades económicas de Málaga. Obra de este mismo escultor son las figuras de heraldos de los distintos reinos de España que coronan los remates del edificio; el último piso de la fachada principal, y destacando en altura sobre el conjunto del edificio, alberga la torre del reloj, este último de época coetánea a la construcción del edificio, realizado en la Casa de Moisés Díaz de Palencia.
Las fachadas laterales, con acceso desde la calle Roma y la calle Francisco Bejarano Robles, en los lados este y oeste, respectivamente, repiten el esquema compositivo de la fachada principal: un pórtico sobre podio con gradas de acceso, con columnas jónicas sobre pedestal, adelantadas respecto a la fachada, y sobre las que se levanta un segundo piso a modo de balcón con baranda de piedra, al que se abre un arco de medio punto con clave resaltada y decoración en las albanegas, todo ello rematado por un ojo de buey enmarcado y abierto en el tercer piso del edificio. La fachada trasera, en la calle Guillén Sotelo, se caracteriza por el aspecto desornamentado, quedando cerrada mediante un pretil con rejas.
El amplio programa decorativo de las fachadas se continúa con las esculturas de los atlantes sobre ménsulas ubicadas en las cuatro torres del edificio, símbolos de los contribuyentes, y los doce relieves de las fachadas laterales en los que se alegorizan la industria, la agricultura, la pesca y la navegación, el comercio y el ferrocarril, las artes, etc., como actividades claves del progreso y la riqueza de la ciudad, obra de Diego García Carreras, autor de las parejas de leones heráldicos y jarrones de bronce que decoran la escalera principal del interior del edificio.
La citada escalera, de tipo imperial y con balaustrada de mármol, se ilumina por tres lucernarios translúcidos y cinco vidrieras de notable valor artístico, realizadas por la firma Maumejean de París, en las que se evocan escenas históricas como la fundación de Málaga por los fenicios, la entrada de los Reyes Católicos, la rebelión contra el Tribunal del Almirantazgo de la Regencia del Cardenal Cisneros y la entrada de Felipe IV en la ciudad.

### Salón de Plenos
En el piso primero, el principal, se encuentran las dependencias más nobles y ornamentadas del inmueble: el Salón de Plenos y el Salón de los Espejos.
El techo del Salón de Plenos está decorado con dos importantes pinturas alegóricas realizadas en temple y óleo sobre lienzo adherido al muro. Una de ellas, obra del pintor César Álvarez Dumont (1921-1922), representa los episodios del desembarco de los heridos de África que fueron socorridos por la población malagueña y los hechos acaecidos en las calles de Málaga en 1868, que valieron a la ciudad la concesión de los lemas «Siempre Denodada» y «Muy Benéfica» para su escudo. En la segunda, obra de Antonio Muñoz Degrain (1918), se evoca el salvamento de los náufragos de la fragata alemana Gneissenau en la Navidad de 1900, origen del lema heráldico de «Muy Hospitalaria». El resto de la sala se resuelve mediante pilastras pareadas que modulan los paramentos y se prolongan hacia el techo en pares de fajones de trazado rectilíneo, entre los cuales se sitúan las obras pictóricas de «Cultura y Elocuencia» de Guerrero del Castillo, «Orden y Laboriosidad» de José Fernández Alvarado, «Honradez y Justicia» de Joaquín Capulino Jáuregui y «Libertad y Civismo» de Federico Bermúdez Gil.
Para completar el programa decorativo del Salón de Plenos se insertan en los paramentos seis placas de mármol conmemorativas: dos placas son obra de A. Carmona, en la primera se conmemora la concesión del Agua de Torremolinos a Málaga, fechada en 1918, y la segunda realizada en homenaje a Alfonso XII y a Práxedes Mateo Sagasta, de 1886; otras cuatro placas más, de autoría desconocida, en homenaje al Ejército Español por la victoria en la Batalla de Tetuán el 6 de febrero de 1860; homenaje al Primer Marqués de Larios por su contribución al desarrollo de la ciudad de Málaga de 1891; homenaje a José María Torrijos y sus compañeros fusilados de 1904; y la última, en homenaje a la visita de los reyes Juan Carlos I y Sofía de Grecia con motivo de la celebración del V centenario de la constitución del Concejo Municipal de Málaga en 1989.

### Salón de los Espejos
El Salón de Recepciones y Festejos o Salón de los Espejos se ornamentó con retratos de diferentes personajes de relevancia en la historia de la ciudad, realizados por distintos pintores en óleo sobre lienzo adherido al muro: el escritor Francisco de Leyva y Ramírez de Arellano, de José Fernández Alvarado; el navegante Ruy López de Villalobos, de Eugenio Vivó y Tarín; el obispo José Molina Lario y Navarro, de Enrique Jaraba Jiménez; el académico José Luis de Velázquez, marqués de Valdeflores, de Enrique Jaraba Jiménez; el obispo Lorenzo Armengual de la Mota, de Eugenio Lafuente Castells; la actriz Rita Luna, de Fernando Labrada Martín; el político y escritor Juan Bautista Maury, de José Ponce Puente; el jurista y político Francisco Bergamín García, de José Moreno Carbonero; el escritor Serafín Estébanez Calderón «El Solitario», de Enrique Jaraba Jiménez; el pintor José Moreno Carbonero, de Enrique Jaraba Jiménez; el parlamentario y escritor Andrés Borrego, de Pedro Sáenz Sáenz; el periodista Juan José Relosillas, de José Ponce Puente; el escritor y periodista Andrés Mellado, de Eugenio Vivó y Tarín; el historiador Francisco Guillén Robles, de Antonio Burgos Oms; el arabista Francisco Javier Simonet, de su sobrino Enrique Simonet Lombardo; el músico Eduardo Ocón y Rivas, de Eugenio Lafuente Castells; el arqueólogo Manuel Rodríguez de Berlanga, de Eugenio Lafuente Castells; el político José Carvajal y Hué, de Enrique Jaraba Jiménez; el político Antonio Cánovas del Castillo, de Eugenio Vivó Tarín; y el político y financiero José de Salamanca, de Enrique Jaraba Jiménez. En este salón también han de reseñarse pinturas florales, óvalos con putti de Antonio Burgos Oms y tres medallones alegóricos de «Orfeo» de Enrique Jaraba; «La Poesía» de José Ponce; y «La Música» de José Nogales.
La primera planta se completa con el Salón de Sesiones y una galería, conocida como Galería de Alcaldes, en la que se ubica una importante colección de retratos de los Alcaldes de la ciudad, que forman parte del conjunto de bienes muebles vinculados al Bien.